# 監禁逃亡 淫肉狩り
『監禁逃亡 淫肉狩り』は、1996年1月26日にSEN PLANNINGから発売されたオリジナルビデオ。真弓倫子主演、神野太監督作品。R15。『監禁逃亡』シリーズの第5弾。 

## ストーリー
梢（真弓倫子）の男、剛志（西守正樹）は世界的デザイナーの柳潤子（長坂しほり）が持つ時価10億40カラットのダイヤ「蜜の雫」を奪い売り捌くという計画を知り、横取りを企てたが、梢と愛し合った後、殺されてしまう。殺人犯にされた梢は逃亡し、運送ドライバー中条充（細川充）の力を借りて事件の解明と復讐を開始する。梢が事件の核心に触れた時、真犯人の牙が襲いかかるのであった。

## キャスト
- 梢：真弓倫子
- 中条充（運送ドライバー）：細川充
- 柳潤子（世界的デザイナー）：長坂しほり
- 西崎ともみ
- タジマ記者（テレビ局リポーター）：中原翔子 ※友情出演
- 金子剛志（梢の男）：西守正樹 ※友情出演
- 安斎（宝石ブローカー）：菅田俊

## スタッフ
- 監督・編集：神野太
- プロデューサー：鈴木健一（メディアタックスエンタープライズ）、松川充雄、高橋伸行
- 企画・製作：SEN PLANNING
- 脚本：竹橋民也
- 撮影：飯沼栄治
- 照明：清野俊博
- 録音：塩原政勝
- VE：平金聡一郎
- 記録：桧垣久恵
- 擬斗：二家本辰巳
- 助監督：芝祐二
- 制作主任：滝沢栄
- 監督助手：濱田兼吾・小山禎也
- 選曲・効果：伊藤善之
- EED：松崎猛
- MA：飯野和義
- 装飾：稲村彰彦
- 小道具：鎌田正広
- ガンエフェクト：岩城公市
- 衣裳：宮田弘子
- メイク：阪本ユリ・長井桂子
- スチール：石原宏一
- 演技事務：嶋公浩
- 制作進行：土肥智生
- 発売・販売：SEN PLANNING
- 販売協力：ジャパンホームビデオ

## リリース
- VHS『監禁逃亡 淫肉狩り』1996年1月26日
- DVD『監禁逃亡 淫肉狩り』2020年7月30日